# Rötliche Kammratte
Die Rötliche Kammratte oder Waldkammratte (Ctenomys frater) ist eine Art der Kammratten. Die Art wurde 1902 von Oldfield Thomas nach einem Typusexemplar aus Bolivien wissenschaftlich erstbeschrieben. Die Art kommt in mehreren Unterarten im Süden von Bolivien sowie im nördlichen Argentinien vor.

## Merkmale
Die Rötliche Kammratte erreicht eine Kopf-Rumpf-Länge von bis zu etwa 17,3 bis 19,6 Zentimetern und eine Schwanzlänge von 55 zu 76 Millimetern. Die Hinterfußlänge beträgt etwa 31 bis 36 Millimeter, die Ohrlänge etwa 7 bis 9 Millimeter. Es handelt sich damit um eine kleine bis mittelgroße Art der Gattung. Die Färbung der Tiere ist regional und abhängig von den Unterarten variabel. Die Nominatform Ctenomys f. frater und die Unterart Ctenomys f. mordosus sind oberseits braun und unterseits blass sandbraun ohne hellere Lendenregion. Die anderen Unterarten sind dunkel rotbraun bis schwarz oder rötlich bis kupferfarben.
Der Schädel ist gewölbt. Die Schneidezähne sind groß und die oberen Schneidezähne sind fast orthodont.
Der Karyotyp besteht aus einem Chromosomensatz von 2n=52 Chromosomen (FN=78). Die Spermien sind symmetrisch gebaut.

## Verbreitung
Die Rötliche Kammratte lebt im südlichen Bolivien sowie im nördlichen und nordwestlichen Argentinien, wo sie in mehreren Unterarten vertreten ist.

## Lebensweise
Die Lebensräume der Rötlichen Kammratte sind geprägt von den mesischen Waldgebieten, also Gebieten mittlerer Feuchte, der Andenregion im südlichen Bolivien und nördlichen Argentinien. Sie lebt wie alle anderen Kammratten am Boden und im Boden grabend, wobei sie flach abfallende Gebiete mit tiefen Böden bevorzugt, häufig in der Nähe von kleinen Flüssen und Bächen. Es handelt sich um eine pflanzenfressende Art, die unterirdische Knollen und Wurzeln nutzt.

## Systematik
Die Rötliche Kammratte wird als eigenständige Art in die Gattung der Kammratten (Ctenomys) eingeordnet. Diese besteht aus etwa 70 Arten. Die wissenschaftliche Erstbeschreibung der Art stammt von dem britischen Zoologen Oldfield Thomas aus dem Jahr 1902, der sie anhand eines Individuums aus Potosí in Bolivien beschrieb.
Die Art wird aufgrund molekularbiologischer Merkmale als Schwesterart der Conover-Kammratte (Ctenomys conoveri) und der Lewis-Kammratte (Ctenomys lewisi) betrachtet und mit diesen der frater-Gruppe innerhalb der Gattung zugeordnet.
Innerhalb der Art werden mit der Nominatform fünf Unterarten unterschieden:
- Ctenomys frater frater: Die Nominatform ist aus dem zentralen bis südlichen Bolivien im Departamento Potosí beschrieben.
- Ctenomys frater barbarous: Die Unterart kommt im Nordwesten Argentiniens in der Provinz Jujuy und der angrenzenden Provinz Salta vor.
- Ctenomys frater budini: Die Unterart lebt im nordwestlichen Argentinien in den Höhenlagen der Provinzen Jujuy und Salta.
- Ctenomys frater mordosus: Die Unterart kommt im Süden Boliviens im Departamento Tarija sowie wahrscheinlich im Norden der angrenzenden argentinischen Provinz Jujuy vor.
- Ctenomys frater sylvanus: Die Unterart lebt im nordwestlichen Argentinien am Fuß der Anden im Osten der Provinz Jujuy und im Westen von Salta.

## Status, Bedrohung und Schutz
Die Rötliche Kammratte wird von der International Union for Conservation of Nature and Natural Resources (IUCN) als nicht gefährdet gelistet. Sie kommt in ihrem begrenzten Verbreitungsgebiet vergleichsweise regelmäßig vor und ist anpassungsfähig gegenüber Lebensraumveränderungen. Die Population ist wahrscheinlich stabil und es gibt derzeit keine bekannten bestandsgefährdenden Bedrohungen für diese Art.

## Belege
1. 1 2 3 4 5 6 7 8 9  Forest Tuco-tuco. In: T.R.O. Freitas: Family Ctenomyidae In: Don E. Wilson, T.E. Lacher, Jr., Russell A. Mittermeier (Herausgeber): Handbook of the Mammals of the World: Lagomorphs and Rodents 1. (HMW, Band 6) Lynx Edicions, Barcelona 2016, S. 515. ISBN 978-84-941892-3-4.
2. 1 2 3  Ctenomys steinbachi in der Roten Liste gefährdeter Arten der IUCN 2018. Eingestellt von: E. Vivar, 2016. Abgerufen am 29. Mai 2019.
3. ↑  Andrés Parada, Guillermo D’Elía, Claudio J. Bidau, Enrique P. Lessa: Species groups and the evolutionary diversification of tuco-tucos, genus Ctenomys (Rodentia: Ctenomyidae). Journal of Mammalogy 92 (3), 9. Juni 2011; S. 671–682. doi:10.1644/10-MAMM-A-121.1